# 布里奥朗斯河
布里奥朗斯河（法語：Briolance，法語發音：[bʁijɔlɑ̃s]）是法国新阿基坦大区多尔多涅省与洛特-加龙省的河流，是莱芒斯河的右支流，长9.6千米。